# Rostanga
Rostanga Bergh, 1879 è un genere di molluschi nudibranchi della famiglia Discodorididae.

## Tassonomia
Il genere comprende le seguenti specie:
- Rostanga alisae Martynov, 2003
- Rostanga aliusrubens Rudman & Avern, 1989
- Rostanga ankyra Valdés, 2001
- Rostanga anthelia Perrone, 1991
- Rostanga arbutus (Angas, 1864)
- Rostanga aureomala Garovoy, Valdés & Gosliner, 2001
- Rostanga bassia Rudman & Avern, 1989
- Rostanga bifurcata Rudman & Avern, 1989
- Rostanga byga Er. Marcus, 1958
- Rostanga calumus Rudman & Avern, 1989
- Rostanga crawfordi (Burn, 1969)
- Rostanga crocea Edmunds, 2011
- Rostanga dentacus Rudman & Avern, 1989
- Rostanga elandsia Garovoy, Valdés & Gosliner, 2001
- Rostanga ghiselini Gosliner & Bertsch, 2017
- Rostanga lutescens (Bergh, 1905)
- Rostanga muscula (Abraham, 1877)
- Rostanga orientalis Rudman & Avern, 1989
- Rostanga phepha Garovoy, Valdés & Gosliner, 2001
- Rostanga pulchra MacFarland, 1905
- Rostanga risbeci Baba, 1991
- Rostanga rubra (Risso, 1818)
- Rostanga setidens (Odhner, 1939)